# Liste des pièces de collection luxembourgeoises en euro
Une pièce de collection luxembourgeoise en euro est une pièce de monnaie libellée en euro et émise par le Luxembourg mais qui n'est pas destinée à circuler.  Elle est principalement destinée aux collectionneurs.
La Banque centrale du Luxembourg émet dans le cadre d'un programme des pièces de collection.
Une première série est dédiée aux institutions européennes, une seconde série est consacrée à l'histoire culturelle du Grand-Duché de Luxembourg.

## Pièces de 5 euros
- 5 euros 2003 en or pour célébrer le 5e anniversaire de la Banque centrale du Luxembourg (1998-2003) et du système européen de banques centrales.
  - Sur l'avers, le logo de la Banque centrale du Luxembourg (BCL), ainsi que son logo architectural, entourés de la mention BANQUE CENTRALE DU LUXEMBOURG. SYSTEME EUROPEEN DE BANQUES CENTRALES, de la valeur faciale 5 EUROS et des dates 1998-2003
  - Au revers, le portrait du Grand-Duc Henri, l'indication LËTZEBUERG, la griffe de l'artiste Yvette Gastauer-Claire ainsi que le millésime 2003.
  - Émission selon le règlement grand-ducal A-83 paru au Mémorial, Journal Officiel du Grand-Duché de Luxembourg du 20/06/03.
  - ces pièces ont été frappées par les ateliers Staatliche Münzen Baden-Württemberg à Stuttgart
  - diamètre : 20 mm - poids : 6,22 g - titre : 99,9 % - tirage 20 000 exemplaires

## Pièces de 10 euros
- 10 euros 2004 en or - série Histoire culturelle du Grand-Duché de Luxembourg - masque de 
  - L'avers de la pièce comporte une représentation du masque de parade d’un officier romain, la carte géographique du Grand-Duché de Luxembourg et la valeur faciale « 10 € ».
  - Le revers porte l’effigie de SAR le Grand-Duc Henri regardant à droite, œuvre de l’artiste luxembourgeoise Yvette Gastauer-Claire, l’indication LËTZEBUERG  et le millésime 2004.
  - Émission selon le règlement grand-ducal A-188 paru au Mémorial, Journal Officiel du Grand-Duché de Luxembourg du 19/11/04
  - tirage autorisé : 50 000 exemplaires
  - diamètre : 16 mm - poids : 3,12 g - titre en or : 99,9 %.

- 10 euro 2006 bimétallique en argent et titane à l'occasion du 150e anniversaire de la création de la Banque et Caisse d'Epargne de l'État
  - À l'avers une représentation de la Banque et Caisse d'Epargne de l'État, la mention BANQUE DE LA CAISSE D'EPARGNE DE L'ETAT, de part et d'autre les années 1856 et 2006, ainsi que la valeur faciale de 10 EURO.
  - Au revers, le portrait du Grand-Duc Henri, l'indication ainsi que le millésime 2006.
  - Émission selon le règlement grand-ducal A-10 paru au Mémorial, Journal Officiel du Grand-Duché de Luxembourg du 12/01/06
  - tirage autorisé : 50 000 exemplaires
  - diamètre : 26 mm - poids : 8 g - anneau extérieur en argent 92,5 % et centre en titane 99,9 %.

## Pièces de 25 euros
- Caractéristiques des pièces de 25 euro luxembourgeoises :
  - diamètre : 37 mm - poids : 22.85 g - titre en argent : 92,5 %

- 25 euros 2002 en argent à l'occasion du 50{e} anniversaire de la Cour de justice des Communautés européennes.
  - A l'avers, le logo de la Cour de Justice des Communautés européennes CVRIA entouré de la mention COUR DE JUSTICE DES COMMUNAUTES EUROPEENNES, de la valeur faciale 25 EURO et des années 1952-2002
  - Au revers, le portrait du Grand-Duc Henri, l'indication  LËTZEBUERG et une image latente montrant le sigle de l'euro € ainsi que le millésime 2002.
  - Émission selon le règlement grand-ducal A-134 paru au Mémorial, Journal Officiel du Grand-Duché de Luxembourg du 10/12/02.

- 25 euros 2004 en argent - 25e anniversaire des élections du Parlement européen au suffrage universel direct.
  - À l'avers, le logo du Parlement européen, le drapeau européen, la mention PARLEMENT EUROPEEN ainsi que la valeur faciale 25 EUROS.
  - au revers, figurent le portrait de son Altesse Royale le Grand-Duc Henri, œuvre de l’artiste luxembourgeois Yvette Gastauer-Claire, l'indication  LËTZEBUERG et une image latente montrant le sigle de l'euro € ainsi que le millésime 2004.
  - Émission selon le règlement grand-ducal A-127 paru au Mémorial, Journal Officiel du Grand-Duché de Luxembourg du 16/07/04

- 25 euros 2005 en argent - Présidence luxembourgeoise du Conseil de l'Union européenne (1er semestre 2005).
  - À l'avers,  figurent le logo du Conseil de l’Union européenne, une représentation du bâtiment Justus Lipsius, la mention CONSEIL DE L'UNION EUROPEENNE, les douze étoiles de l’Union européenne, la valeur faciale 25 EUROS ;
  - au revers, figurent le portrait de son Altesse Royale le Grand-Duc Henri, œuvre de l’artiste luxembourgeois Yvette Gastauer-Claire, l’indication LËTZEBUERG, une image latente montrant le sigle de l’euro € ainsi que le millésime 2005
  - Tirage autorisé : 10 000 pièces.
  - Émission selon un règlement grand-ducal A-... paru au Mémorial, Journal Officiel du Grand-Duché de Luxembourg du ../../03

- 25 euros 2006 en argent dédiée à la Commission européenne
  - À l'avers, une représentation du bâtiment Berlaymont, la mention COMMISSION EUROPEENNE, les douze étoiles de l'Union et la valeur faciale 25 EUROS.
  - Au revers, le portrait du Grand-Duc Henri, l'indication LETZEBUERG et une image latente montrant le sigle de l'euro € ainsi que le millésime 2006.
  - Émission selon le règlement grand-ducal A-10 paru au Mémorial, Journal Officiel du Grand-Duché de Luxembourg du 12/01/06